# Coleophora lima
Coleophora lima é uma espécie de mariposa do gênero Coleophora pertencente à família Coleophoridae.